# Museum der Zukunft (Dubai)
Das Museum der Zukunft, offiziell das Museum of the Future (arabisch متحف المستقبل, DMG Matḥaf al-Mustaqbal), ist ein Museum im Herzen der Stadt Dubai, der größten Stadt der Vereinigten Arabischen Emirate. Es befindet sich an der Sheikh Zayed Road im Trade Centre – Trade Centre 2.
Der Zeitpunkt der Eröffnung, der 22. Februar 2022, wurde gewählt, da es sich um ein Palindromtag handelt.

## Geschichte

### Anfänge
Scheich Muhammad bin Raschid Al Maktum stellte am 4. März 2015 Pläne zum Bau des Museums vor.
Am 22. Februar 2022 wurde das Museum der Zukunft offiziell eröffnet. Die Eröffnung selbst war Scheich Muhammad bin Raschid Al Maktum, Scheich Hamdan bin Muhammad Al Maktum und Scheich Maktum bin Mohammed bin Raschid Al Maktum vorbehalten.

## Architektur
Der Südafrikaner Shaun Killa vom Architekturbüro Killa Design ist der Architekt des Gebäudes. Es ruht auf einem grünen bepflanzten Hügel und besteht aus einem asymmetrischen Ring mit einer Fassade aus Stahl und Glas, der die Form einer Dupinschen Ring-Zyklide hat. Der bepflanzte Hügel soll die langlebig verwurzelte Erde darstellen. Der Ring ist einem Auge nachempfunden, durch welches hindurch der Besucher symbolisch in die Zukunft sieht. Die Fassade des Bauwerks besteht aus Stahl und Glas. Die etwa 17.000 m² große Ringfassade, bestehend aus 1024 einzelnen Elementen, ist übersät von arabischer Kalligrafie. Das Gebäude mit einer Gesamthöhe von 77 Metern beherbergt 30.000 m² Fläche, verteilt auf 7 Etagen. Es kommt ohne jegliche Stützpfeiler aus. Die Kosten für den Bau beliefen sich auf 177 Mio. Euro.

## Kalligrafie auf der Fassade
Der emiratische Künstler Mattar bin Lahej zeichnet für 14.000 Meter arabischer Kalligrafie auf der Fassade verantwortlich, welche dem Gebäude als Fenster dienen. Sie zeigen Zitate, in denen Scheich Mohammed bin Rasched Al Maktoum die Zukunft beschreibt. Auszüge davon sind: „Wir leben vielleicht nicht Hunderte von Jahren, aber die Produkte unserer Kreativität können noch lange nach unserem Tode ein Vermächtnis hinterlassen“ und „Die Zukunft gehört denen, die sie sich vorstellen, gestalten und ausführen können…“.

## Auszeichnungen und Preise
- 2021: Eines der 14 schönsten Museen der Welt (National Geographic)[11]